# Grupa diedralna

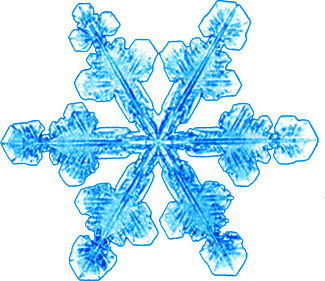
Płatki śniegu przejawiają symetrię dwuścienną sześciokąta foremnego

Grupa diedralna – grupa izometrii płaszczyznowych wielokąta foremnego przekształcająca go na siebie (tzw. „izometrii własnych”) albo ogólniej: dowolna grupa o strukturze identycznej ze strukturą grupy symetrii tego wielokąta (tzn. z nią izomorficzną). Można ją także traktować jako grupę izometrii parzystych (tzn. zachowujących orientację) dwuścianu foremnego w trójwymiarowej przestrzeni euklidesowej: symetriom wielokąta odpowiadają obroty przestrzeni trójwymiarowej.
Ponieważ dla {\displaystyle n\geqslant 3} grupa symetrii {\displaystyle n}-kąta foremnego ma {\displaystyle 2n} elementów, to spotyka się dwa sposoby oznaczania tej grupy:
- symbolem {\displaystyle \mathrm {D} _{n},} który wyróżnia liczbę krawędzi wielokąta (tj. stopień);
- {\displaystyle \mathrm {D} _{2n},} gdzie kładzie się nacisk na liczbę jej elementów (tj. rząd).

W dalszej części artykułu stosowana będzie pierwsza z notacji.
Definicję można rozszerzyć również na mniejsze od {\displaystyle 3} liczby naturalne: jeśli {\displaystyle n=2,} to utożsamia się ją z grupą czwórkową Kleina; gdy {\displaystyle n=1,} to grupa ta jest izomorficzna z dwuelementową grupą cykliczną {\displaystyle 2} (jedyną grupą tego rzędu); dla {\displaystyle n=0} przyjmuje się, iż jest to grupa trywialna.

## Elementy i generatory

Grupa diedralna trójkąta równobocznego składa się z trzech obrotów (o 120°, 240° i 360°) wokół środka tego trójkąta zamieniających cyklicznie kolory wierzchołków i trzech symetrii osiowych (przechodzących przez każdy wierzchołek i środek przeciwległego boku) zamieniających kolory dwóch wierzchołków przy zachowaniu koloru trzeciego – można wyobrażać je sobie jako obrót o 180° wokół osi symetrii w przestrzeni trójwymiarowej.

Niech {\displaystyle n\geqslant 2} oraz {\displaystyle \mathrm {r} } oznacza obrót płaszczyzny o kąt {\displaystyle {\tfrac {360^{\circ }}{n}}} wokół ustalonego jej punktu {\displaystyle p,} zaś {\displaystyle \mathrm {s} } będzie jej dowolną symetrią osiową przechodzącą przez {\displaystyle p.} Ponieważ {\displaystyle k}-krotne złożenie {\displaystyle \mathrm {r} } ze sobą jest w istocie obrotem o {\displaystyle {\tfrac {360^{\circ }\cdot k}{n}};} w szczególności {\displaystyle n}-krotne złożenie {\displaystyle \mathrm {r} } jest obrotem o kąt pełny, który jest identycznością, tzn. {\displaystyle \mathrm {r} ^{n}=\mathrm {id} ,} to {\displaystyle \mathrm {r} } jest elementem rzędu {\displaystyle n} grupy {\displaystyle \mathrm {D} _{n}.} Podobnie {\displaystyle \mathrm {s} } jest elementem rzędu drugiego, gdyż {\displaystyle \mathrm {s} ^{2}=\mathrm {id} } (z punktu widzenia teorii grup symetria osiowa jest więc transpozycją; z punktu widzenia geometrii jest inwolucją, gdyż sama stanowi swoją odwrotność). O wyniku złożenia obrotu {\displaystyle \mathrm {r} } z symetrią osiową {\displaystyle \mathrm {s} } można myśleć na kilka sposobów: 
- symetria osiowa zmienia orientację płaszczyzny na przeciwną, zatem obrót nią poprzedzony będzie odbywał się w przeciwnym kierunku niż wyjściowy, kolejna symetria osiowa przywraca orientację płaszczyzny – w ten sposób

{\displaystyle \mathrm {srs} ^{-1}=\mathrm {srs} =\mathrm {r} ^{-1};}
- z drugiej strony obrót „wybiera” oś symetrii po nim zastosowanej, kolejny obrót „przywracający” pierwotną oś musi być odwrotny ze względu na przyłożoną symetrię, a więc identyczny z pierwszym obrotem, tzn.

{\displaystyle \mathrm {s} =\mathrm {r} ^{-1}\mathrm {sr} ^{-1};}
- podobnie rozumując można uzasadnić tożsamość

{\displaystyle \mathrm {rs} =\mathrm {sr} ^{-1}}
mówiącą o tym, że obrót poprzedzony symetrią daje ten sam wynik, co symetria poprzedzona obrotem w przeciwnym kierunku. W szczególności dla {\displaystyle n\geqslant 3} grupa {\displaystyle \mathrm {D} _{n}} nie jest abelowa (przemienna), gdyż wtedy {\displaystyle \mathrm {r} \neq \mathrm {r} ^{-1}.}
Rozpatrując wyłącznie przekształcenia obrotów wokół wspólnego punktu i symetrii o osiach przechodzących przez ten wyróżniony punkt, jak ma to miejsce w wyżej opisywanej sytuacji, można zauważyć, że złożenie dwóch obrotów bądź dwóch symetrii jest obrotem, a złożenie symetrii z obrotem bądź obrotu z symetrią jest symetrią – w ten sposób przekształcenia tworzą zbiór zamknięty ze względu na ich składanie. Ponieważ składanie jest łączne, a każde ze składanych przekształceń ma przekształcenie do niego odwrotne, to przekształcenia te tworzą grupę. Dokładniej: z danego obrotu {\displaystyle \mathrm {r} } można uzyskać {\displaystyle n} obrotów (wliczając w to sam obrót {\displaystyle \mathrm {r} } i obrót trywialny {\displaystyle \mathrm {id} }) poprzez składanie ich ze sobą, a składając symetrię {\displaystyle \mathrm {s} } z tymi obrotami otrzymuje się {\displaystyle n} symetrii (wliczając w to symetrię {\displaystyle \mathrm {s} } przy obrocie trywialnym {\displaystyle \mathrm {id} }), to grupa tych przekształceń ma {\displaystyle 2n} elementów postaci {\displaystyle \mathrm {r} ,\mathrm {r} ^{2},\dots ,\mathrm {r} ^{n},\mathrm {sr} ,\mathrm {sr} ^{2},\dots ,\mathrm {sr} ^{n},} gdzie {\displaystyle \mathrm {r} ^{n}=\mathrm {id} } oraz {\displaystyle \mathrm {sr} ^{n}=\mathrm {s} .}
Wspomniana grupa może być rozpatrywana jako podgrupa grupy wszystkich symetrii {\displaystyle n}-kąta foremnego. Jak pokazano wyżej, jest ona generowana przez obrót {\displaystyle \mathrm {r} } rzędu {\displaystyle n} i symetrię {\displaystyle \mathrm {s} } rzędu {\displaystyle 2} bądź przez dwie symetrie {\displaystyle \mathrm {s} ,\mathrm {rs} } rzędu {\displaystyle 2}.

## Własności i charakteryzacja
Rozkład grupy na klasy sprzężoności, tzn. podzbiory elementów zamkniętych ze względu na branie sprzężeń (automorfizmów wewnętrznych), zależy od jej stopnia {\displaystyle n}:
- dla nieparzystego:
{\displaystyle \{\mathrm {id} \},\left\{\mathrm {r} ^{\pm 1}\right\},\dots ,\left\{\mathrm {r} ^{\pm (n-1)/2}\right\},\left\{\mathrm {r} ^{i}s\colon 0\leqslant i<n\right\};}
- dla parzystego:
{\displaystyle \{\mathrm {id} \},\left\{\mathrm {r} ^{\pm 1}\right\},\dots ,\left\{\mathrm {r} ^{\pm (n/2-1)}\right\},\left\{\mathrm {r} ^{n/2}\right\},\left\{\mathrm {r} ^{2i}s\colon 0\leqslant i<{\tfrac {n}{2}}\right\},\left\{\mathrm {r} ^{2i+1}s\colon 0\leqslant i<{\tfrac {n}{2}}\right\}.}

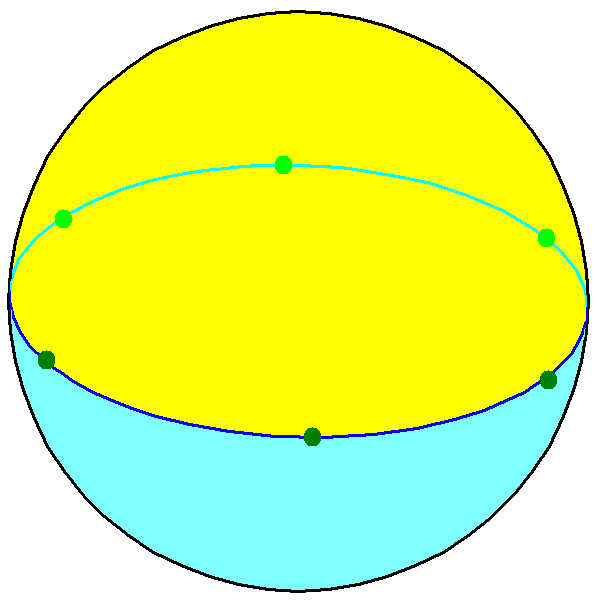
Parzyste izometrie własne foremnego dwuścianu sześciokątnego na sferze (tj. przedstawionego jako wielościan sferyczny) tworzą grupę o tej samej strukturze, co grupa wszystkich izometrii własnych sześciokąta foremnego.

Klasy te mają odpowiednio {\displaystyle 1,2,\dots ,2,n} oraz {\displaystyle 1,2,\dots ,2,1,n/2,n/2} elementów. Dla {\displaystyle n\geqslant 3} centrum grupy {\displaystyle \mathrm {D} _{n}} jest trywialne w przypadku nieparzystym i równe {\displaystyle \left\{\mathrm {id} ,\mathrm {r} ^{n/2}\right\}} w przypadku parzystym. Wynika stąd, że jeśli {\displaystyle n\geqslant 6} jest dwukrotnością liczby nieparzystej, to {\displaystyle \mathrm {D} _{n}\simeq \mathrm {D} _{n/2}\times \mathbb {Z} _{2}}; w ogólności {\displaystyle \mathrm {D} _{n}} jest zawsze izomorficzna z iloczynem półprostym {\displaystyle \mathbb {Z} _{n}\rtimes \mathbb {Z} _{2}.} Komutant grupy {\displaystyle \mathrm {D} _{n}} to {\displaystyle \langle r^{2}\rangle }.
Jeśli {\displaystyle G=\langle a,b\rangle } (z elementem neutralnym {\displaystyle e}), gdzie {\displaystyle a^{n}=e} dla pewnego {\displaystyle n\geqslant 3} oraz {\displaystyle b^{2}=e,} a ponadto {\displaystyle bab^{-1}=a^{-1},} to istnieje epimorfizm {\displaystyle \mathrm {D} _{n}\to G;} jeśli {\displaystyle |G|=2n,} to epimorfizm ten jest izomorfizmem. Wspomniany epimorfizm jest wyznaczony jednoznacznie, zatem {\displaystyle \mathrm {D} _{n}} jest uniwersalna jako grupa o dwóch generatorach spełniających jedno z trzech równań z poprzedniej sekcji. Z twierdzenia tego wynika istnienie reprezentacji {\displaystyle \mathrm {D} _{n}} w postaci grupy macierzy stopnia {\displaystyle 2} nad {\displaystyle \mathbb {Z} _{n},} mianowicie zbiór macierzy
{\displaystyle {\tilde {\mathrm {D} _{n}}}=\left\{{\begin{bmatrix}\pm 1&c\\0&1\end{bmatrix}}\colon c\in \mathbb {Z} _{n}\right\}}
tworzy podgrupę pełnej grupy liniowej {\displaystyle \mathrm {GL} (2,\mathbb {Z} _{n});} grupę tę można również przedstawić za pomocą wielomianów nad {\displaystyle \mathbb {Z} _{n}} postaci {\displaystyle \mathrm {f} (x)=\varepsilon x+c,} gdzie {\displaystyle \varepsilon =\pm 1,} a wyraz {\displaystyle c} jest dowolny – składanie tego rodzaju wielomianów liniowych odpowiada mnożeniu powyższych macierzy; przedstawienia tego nie należy mylić z geometryczną reprezentacją {\displaystyle \mathrm {D} _{n}} jako podgrupy {\displaystyle \mathrm {GL} (2,\mathbb {R} )} w postaci izometrii własnych {\displaystyle \mathbb {R} ^{2}} generowaną za pomocą macierzy obrotu i odbicia,
{\displaystyle {\begin{bmatrix}\cos {\tfrac {2\pi }{n}}&-\sin {\tfrac {2\pi }{n}}\\\sin {\tfrac {2\pi }{n}}&\ \ \cos {\tfrac {2\pi }{n}}\end{bmatrix}},\qquad {\begin{bmatrix}1&0\\0&-1\end{bmatrix}};}
macierze te, traktowane jako liczby zespolone, odpowiadają pierwiastkowi pierwotnemu z jedynki stopnia {\displaystyle n} oraz sprzężeniu zespolonemu tworzącym grupę (z działaniem mnożenia zespolonego) izomorficzną z {\displaystyle \mathrm {D} _{n}.}
Jak opisano to w poprzedniej sekcji, grupa diedralna może być generowana przez dwa elementy rzędu {\displaystyle 2.} Niech {\displaystyle G=\langle x,y\rangle ,} przy czym {\displaystyle x^{2}=y^{2}=e.} Jeśli {\displaystyle x} oraz {\displaystyle y} komutują (tzn. {\displaystyle xy=yx}), to {\displaystyle G=\{e,x,y,xy\}} – grupa ta jest izomorficzna z grupą czwórkową, o ile {\displaystyle x\neq y;} w przeciwnym przypadku {\displaystyle G=\{e,x\}=\langle x\rangle } jest grupą cykliczną rzędu {\displaystyle 2.} Jeżeli {\displaystyle x} i {\displaystyle y} nie komutują, to {\displaystyle G} ma strukturę grupy diedralnej, tzn. jeśli {\displaystyle G} jest skończoną grupą nieabelową generowaną przez dwa elementy rzędu {\displaystyle 2,} to jest ona izomorficzna z grupą diedralną. Na podstawie tych dwóch obserwacji można przyjąć następującą definicję:
Ogólna definicja grupy diedralnejGrupa skończona generowana przez dwa elementy drugiego rzędu.
Większość własności z poprzedniej sekcji obowiązuje dla {\displaystyle n>0,} a nie tylko {\displaystyle n\geqslant 3} – wyjątkami są stwierdzenie dotyczące postaci centrum oraz modelu {\displaystyle \mathrm {D} _{n}} nad {\displaystyle \mathbb {Z} _{n};} ponadto {\displaystyle \mathrm {D} _{n}} nie można wtedy zanurzyć w {\displaystyle \mathrm {S} _{n},} gdyż {\displaystyle 2n>n!} dla {\displaystyle n\leqslant 2.}
W dowolnej grupie skończonej zawierającej dwa elementy {\displaystyle x,y} rzędu {\displaystyle 2} element {\displaystyle x} musi być sprzężony z {\displaystyle y,} bądź {\displaystyle x} i {\displaystyle y} komutują ze wspólnym elementem rzędu {\displaystyle 2.} Dowolny nietrywialny obraz homomorficzny grupy diedralnej jest grupą diedralną.

## Struktura podgrup
Dowolna podgrupa grupy {\displaystyle \mathrm {D} _{n}} jest:
- cykliczna, postaci {\displaystyle \langle \mathrm {r} ^{d}\rangle ,} gdzie {\displaystyle d|n,} i indeksu {\displaystyle 2d;} bądź
- diedralna, postaci {\displaystyle \langle \mathrm {r} ^{d},\mathrm {r} ^{i}\mathrm {s} \rangle ,} gdzie {\displaystyle d|n} oraz {\displaystyle 0\leqslant i<d,} i indeksu {\displaystyle d;}

postaci podgrup są przy tym jednoznaczne. Jeśli {\displaystyle n} jest nieparzysta i {\displaystyle m|2n,} to istnieje {\displaystyle m} podgrup {\displaystyle \mathrm {D} _{n}} indeksu {\displaystyle m} dla nieparzystej {\displaystyle m} (sprzężonych z {\displaystyle \langle \mathrm {r} ^{m},\mathrm {s} \rangle }) oraz jedna podgrupa {\displaystyle \mathrm {D} _{n}} indeksu {\displaystyle m} dla parzystego {\displaystyle m} (równej {\displaystyle \langle \mathrm {r} ^{m/2}\rangle }), a ponadto jeżeli {\displaystyle n} jest parzysta i {\displaystyle m|2n,} to
- jeśli {\displaystyle m} jest nieparzysta, to istnieje {\displaystyle m} podgrup grupy {\displaystyle \mathrm {D} _{n}} indeksu {\displaystyle m} (sprzężonych z {\displaystyle \langle \mathrm {r} ^{m},\mathrm {s} \rangle }),
- jeśli {\displaystyle m} jest parzysta i nie dzieli {\displaystyle n,} to istnieje tylko jedna podgrupa grupy {\displaystyle \mathrm {D} _{n}} indeksu {\displaystyle m} (równa {\displaystyle \langle \mathrm {r} ^{m/2}\rangle }),
- jeśli {\displaystyle m} jest parzysta i {\displaystyle m|n,} to istnieje {\displaystyle m+1} podgrup grupy {\displaystyle \mathrm {D} _{n}} indeksu {\displaystyle m} (i dowolna podgrupa indeksu {\displaystyle m} jest równa {\displaystyle \langle \mathrm {r} ^{m/2}\rangle } bądź sprzężona z dokładnie jedną z grup {\displaystyle \langle \mathrm {r} ^{m},\mathrm {s} \rangle } lub {\displaystyle \langle \mathrm {r} ^{m},\mathrm {rs} \rangle }).

Wynika stąd, że jeżeli {\displaystyle n} jest nieparzysta, to właściwymi podgrupami normalnymi w {\displaystyle \mathrm {D} _{n}} są {\displaystyle \langle \mathrm {r} ^{d}\rangle } dla {\displaystyle d|n} − są to grupy parzystego indeksu – a jeżeli {\displaystyle n} jest parzysta, to właściwymi podgrupami normalnymi w {\displaystyle \mathrm {D} _{n}} są {\displaystyle \langle \mathrm {r} ^{d}\rangle } indeksu {\displaystyle d,} gdy {\displaystyle d|n} oraz {\displaystyle \langle \mathrm {r} ^{2},\mathrm {s} \rangle } i {\displaystyle \langle \mathrm {r} ^{2},\mathrm {rs} \rangle } indeksu {\displaystyle 2.} W szczególności istnieje przynajmniej jedna podgrupa normalna każdego indeksu w {\displaystyle \mathrm {D} _{n}} poza trzema podgrupami normalnymi {\displaystyle \langle \mathrm {r} \rangle ,\langle \mathrm {r} ^{2},\mathrm {s} \rangle ,\langle \mathrm {r} ^{2},\mathrm {rs} \rangle } indeksu {\displaystyle 2} dla parzystego {\displaystyle n.}
Łączna liczba podgrup w {\displaystyle \mathrm {D} _{n}} dla {\displaystyle n\geqslant 3} wynosi {\displaystyle d(n)+\sigma (n),} gdzie {\displaystyle d(n)} oznacza liczbę wszystkich dzielników liczby {\displaystyle n,} zaś {\displaystyle \sigma (n)} oznacza ich sumę (zob. liczba dzielników i suma dzielników).